# Kortenaken
Kortenaken is een plaats en gemeente in het Hageland (arrondissement Leuven, Vlaams-Brabant, België).
De landelijke gemeente bestaat uit 5 deelgemeenten en één gehucht. In totaal zijn er 7 dorpskernen, omdat de deelgemeente Kersbeek-Miskom uit twee kerkdorpen bestaat. In het brede valleigebied van de Velpe vormen de boomgaarden een vertrouwd beeld. Daarnaast is de gemeente ook een agrarisch lappendeken: uitgestrekte akkers en weilanden komen veelvuldig voor. Kortenaken leeft van veeteelt, land- en tuinbouw. Echte dorpskernen vindt men er niet. Het is een grote lintbebouwing van kern naar kern met daarachter een agrarisch geheel. Kortenaken is de derde grootste perengemeente van België en om die reden komen er elk jaar vele seizoensarbeiders om vooral peren te plukken/sorteren en teneinde de bomen te snoeien. Het grote merendeel van de werkende inwoners zijn pendelaars die hun inkomen moeten zoeken buiten de gemeente. De gemeente telt ruim 7.500 inwoners.

## Geschiedenis
Onder het ancien régime was Kortenaken een zelfstandige heerlijkheid. Juridisch viel het onder de meierij van Halen, in het kwartier van Leuven van het hertogdom Brabant. Na de Franse invasie werd het dorp (toen als Cortenaeken aangeduid) als gemeente ingedeeld bij het kanton Scherpenheuvel van het Dijledepartement. De gemeente Kortenaken behield haar vorm zoals die toen vastgelegd werd tot de gemeentefusies van 1977.
Prehistorische elementen, zoals o.a. twee zeldzame scheermessen uit de middenbronstijd, werden waargenomen nabij de Kalenberg, een tweetal kilometer ten westen van de moderne dorpskern.

## Geografie

### Kernen
Naast Kortenaken zelf bestaat de gemeente nog uit de deelgemeenten Hoeleden, Kersbeek-Miskom, Ransberg en Waanrode. Ook het gehucht Stok dat tot 1977 bij Sint-Margriete-Houtem en Bunsbeek behoorde, maakt sindsdien deel uit van Kortenaken.

#### Tabel
| # | Naam            | Opp. (km²) | Inwoners (2020) | Inwoners per km² | NIS-code |
| - | --------------- | ---------- | --------------- | ---------------- | -------- |
| 1 | Kortenaken      | 14,09      | 2.167           | 154              | 24054A   |
| 2 | Hoeleden        | 10,11      | 1.814           | 179              | 24054C   |
| 3 | Kersbeek-Miskom | 11,16      | 1.312           | 118              | 24054D   |
| 4 | Ransberg        | 5,43       | 624             | 115              | 24054B   |
| 5 | Waanrode        | 8,64       | 1.972           | 228              | 24054E   |

## Bezienswaardigheden

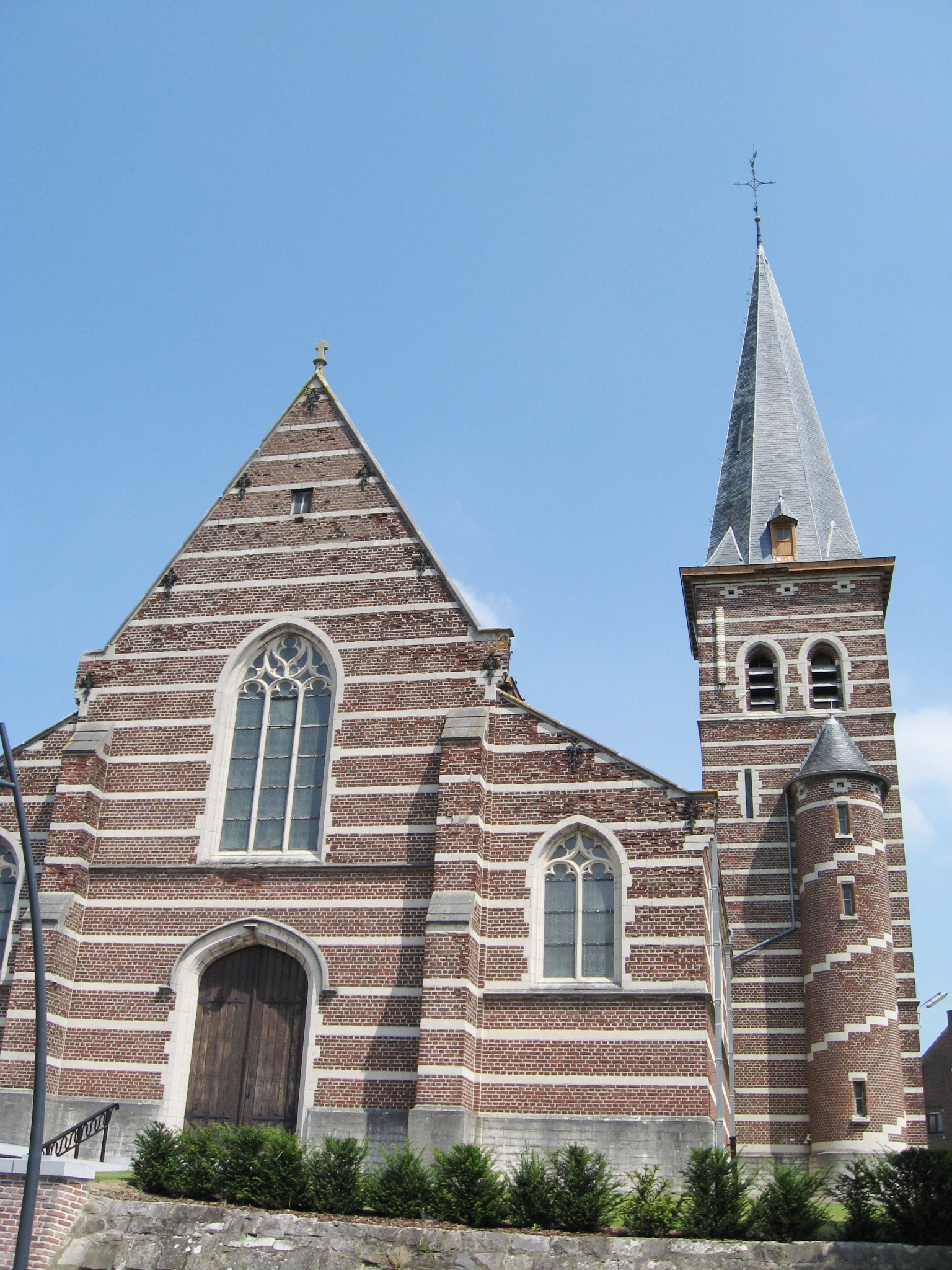
De Sint-Amorkerk
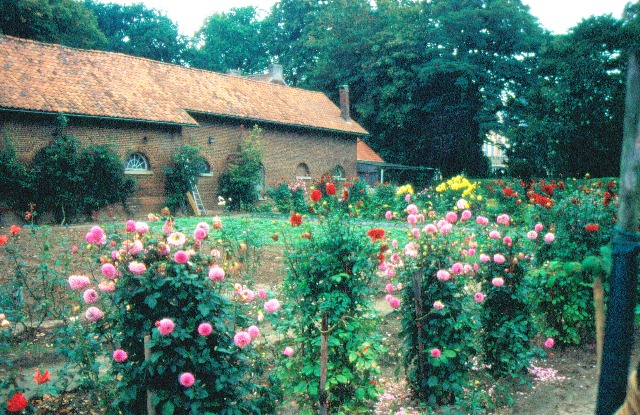
Het Kasteel Vroenhoven

- De Sint-Amorkerk
- Kasteel van Vroenhoven

## Natuur en landschap
Kortenaken ligt op een hoogte van 30-75 meter. Het ligt aan de Velp. De belangrijkste natuurgebieden zijn:
- Het Begijnenbos
- Het Heibos
- Het Rukenbos
- De Velpe te Hoeleden
- Het Molenbos

## Demografie

### Demografische evolutie deelgemeente voor de fusie
- Bronnen:NIS, Opm:1831 tot en met 1970=volkstellingen, 1976= inwonersaantal op 31 december

### Demografische ontwikkeling van de fusiegemeente
Alle historische gegevens hebben betrekking op de huidige gemeente, inclusief deelgemeenten, zoals ontstaan na de fusie van 1 januari 1977.
- Bronnen:NIS, Opm:1831 tot en met 1981=volkstellingen; 1990 en later= inwonertal op 1 januari
- 1920: Toename als gevolg van ontstaan van Ransberg als zelfstandige gemeente in 1911 na afsplitsing van Neerlinter

| Inwoners van jaar tot jaar op 1 januari 1992 tot heden | Inwoners van jaar tot jaar op 1 januari 1992 tot heden | Inwoners van jaar tot jaar op 1 januari 1992 tot heden |
| jaar                                                   | Aantal                                                 | Evolutie: 1992=index 100                               |
| ------------------------------------------------------ | ------------------------------------------------------ | ------------------------------------------------------ |
| 1992                                                   | 7.386                                                  | 100,0                                                  |
| 1993                                                   | 7.432                                                  | 100,6                                                  |
| 1994                                                   | 7.418                                                  | 100,4                                                  |
| 1995                                                   | 7.418                                                  | 100,4                                                  |
| 1996                                                   | 7.447                                                  | 100,8                                                  |
| 1997                                                   | 7.503                                                  | 101,6                                                  |
| 1998                                                   | 7.503                                                  | 101,6                                                  |
| 1999                                                   | 7.462                                                  | 101,0                                                  |
| 2000                                                   | 7.443                                                  | 100,8                                                  |
| 2001                                                   | 7.447                                                  | 100,8                                                  |
| 2002                                                   | 7.448                                                  | 100,8                                                  |
| 2003                                                   | 7.424                                                  | 100,5                                                  |
| 2004                                                   | 7.473                                                  | 101,2                                                  |
| 2005                                                   | 7.488                                                  | 101,4                                                  |
| 2006                                                   | 7.540                                                  | 102,1                                                  |
| 2007                                                   | 7.578                                                  | 102,6                                                  |
| 2008                                                   | 7.584                                                  | 102,7                                                  |
| 2009                                                   | 7.665                                                  | 103,8                                                  |
| 2010                                                   | 7.743                                                  | 104,8                                                  |
| 2011                                                   | 7.796                                                  | 105,6                                                  |
| 2012                                                   | 7.856                                                  | 106,4                                                  |
| 2013                                                   | 7.889                                                  | 106,8                                                  |
| 2014                                                   | 7.881                                                  | 106,7                                                  |
| 2015                                                   | 7.893                                                  | 106,9                                                  |
| 2016                                                   | 7.930                                                  | 107,4                                                  |
| 2017                                                   | 7.915                                                  | 107,2                                                  |
| 2018                                                   | 7.875                                                  | 106,6                                                  |
| 2019                                                   | 7.875                                                  | 106,6                                                  |
| 2020                                                   | 7.892                                                  | 106,9                                                  |
| 2021                                                   | 7.898                                                  | 106,9                                                  |
| 2022                                                   | 7.916                                                  | 107,2                                                  |
| 2023                                                   | 7.970                                                  | 107,9                                                  |
| 2024                                                   | 7.949                                                  | 107,6                                                  |
| 2025                                                   | 7.984                                                  | 108,1                                                  |

## Politiek

### Structuur

#### College van burgemeester en schepenen
|  | 2024-2030 | 2024-2030         | 2024-2030 |
|  | Bevoegdheden | Naam              | Partij    |
|  | --- | ----------------- | --------- |
|  | Burgemeester Politie – Brandweer – Rampenbestrijding – Algemene coördinatie – Burgerzaken - Mobiliteit en verkeersveiligheid - Openbare werken, Personeel                          | Kristof Mollu     | KORTbij   |
|  | eerste schepen Gebouwen - Toegankelijkheid - Erfgoed - Klimaatadaptatie - Ruimtelijke Ordening - Wonen - BKO - Erediensten - Financiën - Autonoom gemeentebedrijf                  | Niels Willems     | N-VA      |
|  | tweede schepen Jeugd - Cultuur - Bibliotheek - Onderwijs - Kunstacademie ART - Communicatie & participatie - ICT                                                                   | Katrien Devos     | KORTbij   |
|  | derde schepen Groendienst en onderhoud - Milieu - Landbouw - Lokale economie - Trage wegen - Begraafplaatsen - Sport                                                               | Caroline Torbeyns | N-VA      |
|  | vierde schepen Voorzitter Bijzonder Comité voor de Sociale Dienst Welzijn: Sociale Dienst - Thuisdiensten - Mobiele ambtenaar Senioren - Gelijke kansen - Dierenwelzijn - Toerisme | Kim Vandepoel     | KORTbij   |

Herschikkingen
- Op 1/12/2027 geeft Caroline Torbeyns het schepenmandaat door aan Koen Veulemans.

| 2019-2024    | 2019-2024 | 2019-2024              | 2019-2024 |
| Bevoegdheden | Bevoegdheden | Naam                   | Partij    |
| ------------ | --- | ---------------------- | --------- |
|              | Burgemeester Politie – Brandweer – Rampenbestrijding – Algemene coördinatie – Burgerzaken                                                                             | Stefaan Devos          | CD&V      |
|              | eerste schepen Gebouwen, Toegankelijkheid, Erfgoed Ruimtelijke Ordening, Lokale Economie, Wonen, Kunstacademie ART, Erediensten                                       | Niels Willems          | N-VA      |
|              | tweede schepen Groenbeheer, Milieu, Jeugd, Cultuur, Noord-Zuid Begraafplaatsen, Bibliotheek, Dierenwelzijn, BKO                                                       | Griet Vandewijngaerden | sp.a      |
|              | derde schepen Openbare werken – Mobiliteit & verkeersveiligheid Sport, ICT, Toerisme, Communicatie & participatie                                                     | Kristof Mollu          | CD&V      |
|              | vierde schepen Voorzitter Bijzonder Comité voor de Sociale Dienst, Welzijn, Sociale Dienst Thuisdiensten, Mobiele ambtenaar, Senioren, Gelijke kansen, OCMW-personeel | Annita Vandebroeck     | CD&V      |

Herschikkingen
- In 2022 geeft Stefaan Devos de burgemeesterssjerp door aan Kristof Mollu. Guy Vandebergh wordt dan derde schepen.

#### Gemeenteraad

##### Legislatuur 2024-2030
| Partij | Partij        | Naam                   | Naamstemmen |
| ------ | ------------- | ---------------------- | ----------- |
|        | KORTbij       | Kristof Mollu          | 1.241       |
|        | KORTbij       | Katrien Devos          | 595         |
|        | KORTbij       | Kim Vandepoel          | 510         |
|        | KORTbij       | Koen Veulemans         | 500         |
|        | KORTbij       | Griet Vandewijngaerden | 408         |
|        | KORTbij       | Stefan Pittevils       | 381         |
|        | KORTbij       | Patricia Goorts        | 361         |
|        | KORTbij       | Kris Janssens          | 338         |
|        | KORTbij       | Anneleen Schoeters     | 337         |
|        | WIJKortenaken | André Alles            | 1.031       |
|        | WIJKortenaken | Paul Francen           | 667         |
|        | WIJKortenaken | Milan Dekeyser         | 572         |
|        | WIJKortenaken | Josette Vanlaer        | 557         |
|        | WIJKortenaken | Betty Geysenbergs      | 541         |
|        | WIJKortenaken | Patrick Vlayen         | 505         |
|        | WIJKortenaken | Denise Beelen          | 476         |
|        | N-VA          | Niels Willems          | 297         |
|        | N-VA          | Caroline Torbeyns      | 147         |
|        | Vlaams Belang | Raf Gacoms             | 140         |

### Geschiedenis

#### Burgemeesters
| Periode | Periode      | Burgemeester                    |
| ------- | ------------ | ------------------------------- |
|         | 1798 - 1808  | Martin Nijns                    |
|         | 1808 - 1830  | Victor Nijns                    |
|         | 1830 - 1843  | Petrus Frans Raymaekers         |
|         | 1843 - 1854  | Jacobus Fets                    |
|         | 1855 - 1872  | Joannes Andreas Beringhs        |
|         | 1872 - 1879  | Guido Van Runckelen             |
|         | 1879 - 1885  | Guilhelm Hendrickx              |
|         | 1885 - 1895  | Guido Van Runckelen             |
|         | 1896 - 1917  | Petrus Frans Bilsen             |
|         | 1917 - 1921  | Calixte Severijns (waarnemend)  |
|         | 1921 - 1928  | Georges Van Runckelen           |
|         | 1928 - 1929  | Calixte Severijns (waarnemend)  |
|         | 1929 - 1932  | Louis Creten                    |
|         | 1932 - 1939  | Calixte Severijns               |
|         | 1939 - 1944  | Jozef Geens                     |
|         | 1944 - 1946  | Vital Janssens (waarnemend)     |
|         | 1946 - 1970  | Vital Janssens                  |
|         | 1971 - 1976  | Godelieve Devos (CVP)           |
|         | 1977 - 1982  | Leon Schots (GBL)               |
|         | 1983 - 1988  | Godelieve Devos (CVP)           |
|         | 1989 - 1991  | Leon Schots (GBL)               |
|         | 1991 - 1992  | André Alles (GBL, waarnemend)   |
|         | 1992 - 2000  | Jos Debacker (GBL-VLD)          |
|         | 2001 - 2006  | Patrick Vandijck (GBL-VLD)      |
|         | 2007 - 2012  | Stefaan Devos (CD&V)            |
|         | 2013 - 2015  | André Alles (Open Vld-GBL)      |
|         | 2016 - 2019  | Patrick Vandijck (Open Vld-GBL) |
|         | 2019 - 2021  | Stefaan Devos (CD&V)            |
|         | 2021 - Heden | Kristof Mollu (CD&V)            |

#### Resultaten gemeenteraadsverkiezingen sinds 1976
Na de gemeentefusies van 1976 werd de toenmalige CVP de grootste partij (en vooral sterk in Kortenaken) de grootste partij. Toch werd ze naar de oppositie verwezen omdat de lijst Gemeentebelangen onder leiding van Leon Schots een coalitie aangingen met de socialisten en zo een meerderheid haalden in de gemeenteraad. Leon Schots werd de eerste burgemeester van de nieuwe fusiegemeente Kortenaken.
De tweede legislatuur kregen de liberalen lik op stuk. De christendemocraten van Godelieve Devos wist een coalitie te vormen met de SP en zette zo burgemeester Schots buiten spel. De liberalen van de Gemeentebelangen werden naar de oppositiebanken verwezen.
Bij de eerstvolgende gemeenteraadsverkiezingen haalde de partij Gemeentebelangen echter een absolute meerderheid. Leon Schots wordt opnieuw burgemeester en bestuurde de gemeente tot zijn onverwachte overlijden in 1991. Toenmalig eerste schepen André Alles nam tijdelijk diens taken over, totdat Jos Debacker werd aangewezen als burgemeester. De daaropvolgende gemeenteraadsverkiezingen, zonder kopman Schots, speelden de liberalen hun absolute meerderheid weer kwijt. Opnieuw werd een coalitie aangegaan met de socialisten. Jos Debacker werd burgemeester.
Rond de eeuwwisseling schoven de liberalen een nieuw gezicht naar voor. Patrick Vandijck werd lijsttrekker. De VLD werd opnieuw de grootste partij. Origineel werd een coalitie gesloten tussen CVP en VLD. CVP-boegbeeld Stefaan Devos zou eerste schepen worden onder de nieuwe burgemeester Vandijck. Dit akkoord werd echter tijdens de installatievergadering van de nieuwe gemeenteraad verbroken en de liberalen gingen met de SP in zee.
Bij de gemeenteraadsverkiezingen van 2006 gingen zowel CD&V als VLD wat achteruit. De sp.a kreeg er twee zetels bij en vormde samen met CD&V een nieuwe meerderheid. Stefaan Devos droeg voortaan de sjerp. Opnieuw 6 jaar later kwam er een nieuwe speler op het kiesterrein: N-VA ging verder op eigen kracht na het succes op nationaal niveau. Ze behaalden uit het niets drie zetels. CD&V hield stand, Open VLD-GBL en sp.a verloren respectievelijk 1 en 2 zetels. De CD&V-sp.a coalitie had geen meerderheid meer. De Vlaams-nationalisten vormden samen met Open VLD-GBL een nieuwe schepencollege.
In 2018 won Open VLD opnieuw een zetel, CD&V en N-VA hielden stand en sp.a ging opnieuw een zetel achteruit. Hoewel de uittredende Open VLD-N-VA meerderheid nog een zetel won, beslisten de Vlaams nationalisten in zee te gaan met CD&V en sp.a. Stefaan Devos werd burgemeester in 2019, Kristof Mollu nam over in 2022.
In 2024 werd KORTbij, een bredere lijst van CD&V, voormalige socialisten en onafhankelijken, de grootste met 9 zetels. De partij besloot een bestuur te vormen met de N-VA, terwijl het liberale WIJKortenaken en Vlaams Belang naar de oppositie werden verwezen. Kristof Mollu bleef burgemeester van de gemeente.
| Partij of kartel     | Partij of kartel                                          | 10-10-1976 | 10-10-1976 | 10-10-1982 | 10-10-1982 | 9-10-1988 | 9-10-1988 | 9-10-1994 | 9-10-1994 | 8-10-2000 | 8-10-2000 | 8-10-2006 | 8-10-2006 | 14-10-2012 | 14-10-2012 | 14-10-2018 | 14-10-2018 | 13-10-2024 | 13-10-2024 |
| Stemmen / Zetels     | Stemmen / Zetels                                          | %          | 19         | %          | 19         | %         | 19        | %         | 19        | %         | 19        | %         | 19        | %          | 19         | %          | 19         | %          | 19         |
| -------------------- | --------------------------------------------------------- | ---------- | ---------- | ---------- | ---------- | --------- | --------- | --------- | --------- | --------- | --------- | --------- | --------- | ---------- | ---------- | ---------- | ---------- | ---------- | ---------- |
|                      | GBL1/ GBL-VLD2/ Open VLD-GBL3/ Open VLD4 / WIJkortenaken5 | 31,291     | 7          | 45,741     | 9          | 48,931    | 10        | 48,412    | 10        | 42,512    | 9         | 40,493    | 8         | 33,683     | 7          | 40,24      | 8          | 33,35      | 7          |
|                      | SP1/ sp.a Plus2/ sp.a3/ Vooruit4                          | 15,151     | 3          | 21,091     | 4          | 17,971    | 3         | 18,491    | 3         | 15,731    | 3         | 26,252    | 5         | 18,492     | 3          | 14,73      | 2          | 6,74       | 0          |
|                      | CVP1/ CD&V+N-VAA/ CD&V2/ KORTbij3                         | 40,951     | 9          | 33,171     | 6          | 33,11     | 6         | 30,661    | 6         | 35,41     | 7         | 33,26A    | 6         | 30,142     | 6          | 29,02      | 6          | 39,73      | 9          |
|                      | VU1/ CD&V+N-VAA/ N-VA2                                    | 6,91       | 0          | -          |            | -         |           | -         |           | -         |           | 33,26A    | 6         | 17,692     | 3          | 16,12      | 3          | 11,82      | 2          |
|                      | Vlaams Blok1 / Vlaams Belang2                             | -          |            | -          |            | -         |           | 2,441     | 0         | -         |           | -         |           | -          |            | -          |            | 8,52       | 1          |
| Anderen(*)           | Anderen(*)                                                | 5,72       | 0          | -          |            | -         |           | -         |           | 6,37      | 0         | -         |           | -          |            | -          |            | -          |            |
| Totaal stemmen       | Totaal stemmen                                            | 5548       | 5548       | 5742       | 5742       | 5933      | 5933      | 5935      | 5935      | 5894      | 5894      | 5997      | 5997      | 6084       | 6084       | 6307       | 6307       | 4640       | 4640       |
| Opkomst %            | Opkomst %                                                 |            |            |            |            | 98,98     | 98,98     | 97,36     | 97,36     | 97,04     | 97,04     | 97,77     | 97,77     | 96,51      | 96,51      | 95,90      | 95,90      | 72,5       | 72,5       |
| Blanco en ongeldig % | Blanco en ongeldig %                                      | 1,71       | 1,71       | 2,14       | 2,14       | 3,4       | 3,4       | 3,32      | 3,32      | 4,56      | 4,56      | 4,09      | 4,09      | 3,27       | 3,27       | 4,10       | 4,10       | 1,4        | 1,4        |

De rode cijfers naast de gegevens duiden aan onder welke naam de partijen telkens bij een verkiezing opkwamen.

De zetels van de gevormde coalitie staan vetjes afgedrukt. De grootste partij staat in kleur. (*) 1976: FB / 2000: D.P. (4,34%), D.V.B. (2,03%)

## Cultuur

### Muziek
- Koninklijke Fanfare "Sint-Amor"
- Festival Boerenrock

### Beeldende kunst
- standbeeld 'fragiel'
- standbeeld 'De geluksplukker'
- standbeeld 'De torendraaier'
- standbeeld 'Shelter'

## Economie

### Landbouw en fruitteelt
De grootste inkomsten van de landbouwers en fruittelers worden in hoofdzaak vertegenwoordigd door de fruitteelt.
Bij de fruittelers vormen vooral de peren, waaronder hoofdzakelijk de Conference peer, het zwaartepunt.
De landbouwers wisselen jaarlijks van gewassen op hun percelen. Vooral graangewassen, suikerbieten, aardappelen en maïs zijn op de velden te vinden.
Vele vee- en landboeren waren generaties lang in de gemeente gevestigd. De dag van vandaag zijn er nog enkelingen over die op middelgrote of grote schaal de bedrijven uitbaten. Elk jaar worden de eerder kleine akkers ingezaaid met graan, maïs, bieten en aardappelen. Er zijn ook veel groene weilanden en grote boomgaarden, want Kortenaken staat bekend als de derde grootste perengemeente van België.
Vanuit de lucht gezien is de gemeente dan ook een agrarisch lappendeken.

### Bedrijven
Kortenaken telt slechts een fabriek: Bovin Beton. De onderneming handelt, zoals de naam doet vermoeden, in betonproducten. Het bedrijf is bij gemeenten en steden hoofdzakelijk gekend om haar rioleringsbuizen die worden gebruikt bij allerhande grote openbare werken in België. Daarnaast is Bovin in de streek rond Kortenaken ook gekend voor het maken van straatklinkers, grafzerken en andere op maat gemaakte betonfabricaties.
Anno 2015 is het gemeentebestuur op zoek naar een locatie om een kleine KMO-zone in te planten in de gemeente. Zo hoopt het lokale ondernemers in de gemeente te houden en werkgelegenheid te creëren in eigen streek. Deze plannen zijn nog in ontwerpfase, op de uitvoering staat nog geen definitieve termijn.

## Onderwijs

### Gemeentelijk onderwijs
Op het grondgebied van de gemeente is er slechts één gemeenteschool aanwezig: de gemeentelijke kleuterschool 'De Vlindertuin' in Kersbeek. De school bevindt zich in het dorpscentrum, vlak bij de kerk. Met slechts 20 tot 30 kleuters verdeeld over drie klassen is het een echte dorpsschool. In het gebouw, dat grondig werd gerenoveerd in de jaren 90, bevond zich vroeger de jongensschool van het katholieke onderwijsnet.

### Katholiek onderwijs
Van de vier andere scholen in de gemeente die horen tot het katholiek onderwijsnet, zijn er drie basisscholen (kleuter- en lager onderwijs) en één die enkel kleuteronderwijs aanbiedt. Het gaat om volgende scholen:
- Vrije Kleuterschool 'De Kiem' in Ransberg
- Vrije Basisschool 'Het Toverpotlood' in Hoeleden
- Vrije Basisschool 'De Zonnebloem' in Waanrode
- Vrije Basisschool 'De Trip Trap' in Kortenaken

## Nabijgelegen kernen
Geetbets, Ransberg, Miskom, Waanrode, Loksbergen